# Römische Villa bei Woodchester

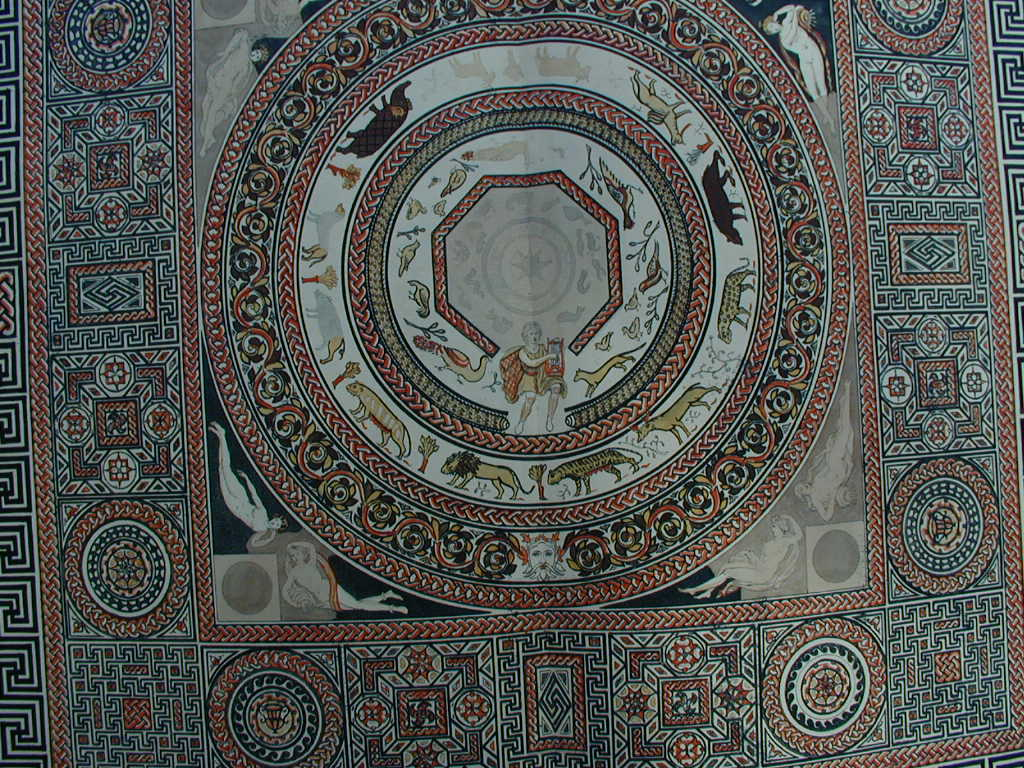
Das große Orpheusmosaik

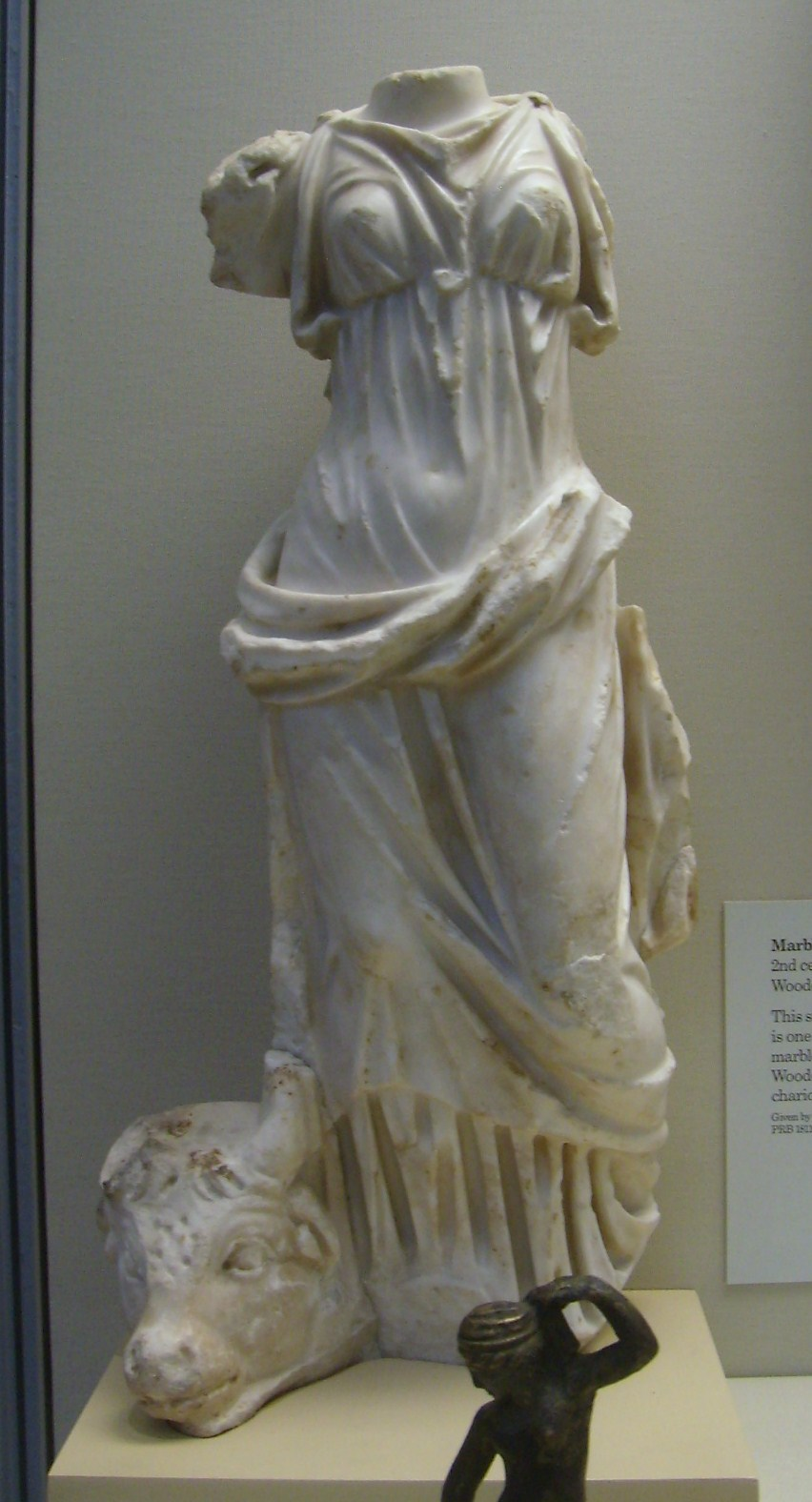
Statue aus der Villa

Die Römische Villa bei Woodchester gehört zu den größten Villenbauten in der römischen Provinz Britannia (Britannien). Heute befindet sie sich auf der Gemarkung von Woodchester, einem Dorf in der Grafschaft Gloucestershire in England. Sie ist nicht nur wegen ihrer Größe, sondern auch wegen ihrer reichen Ausstattung von besonderer Bedeutung. Das hier gefundene Mosaik ist das größte antike Mosaik nördlich der Alpen.

## Beschreibung
Die Reste der Villa liegen an einem Hügel der Cotswolds und überschauen einen kleinen Nebenfluss des Frome. In der Antike befand sich die Villa rund 18 Kilometer von Corinium Dobunnorum, heute Cirencester, das gerade im vierten Jahrhundert eine bedeutende Stadt war. Die Reste der Villa liegen heute zum Teil unter einer alten Kirche, einem Friedhof und unter Teilen des Dorfes.
Das dort gefundene Orpheusmosaik ist, mit etwa 15 × 15 Meter Größe, das größte in England gefundene römische Mosaik. Es wird in die Zeit um 325 n. Chr. datiert und wurde der Corinischen Schule zugerechnet. Neuere Untersuchungen zählen das Mosaik zur Orpheus Group. Bis 1973 wurde es etwa alle zwölf Jahre aufgedeckt um es Besuchern zu zeigen.
Das große Mosaik der Villa wird schon 1695 von William Camden erwähnt, nachdem es schon 1693 von Edward lluyed entdeckt worden ist, aber anscheinend schon vorher zumindest den dort wohnenden Leuten bekannt war. Die Villa wurde 1794 von Samuel Lysons zum großen Teil ausgegraben. Die Ergebnisse wurden in einer für die damaligen Zeit herausragenden Publikation vorgestellt, so wurden zum Beispiel die Mosaikfußböden gezeichnet und auf Farbtafeln veröffentlicht.
Die Villa ist bis heute aber noch nicht vollständig untersucht worden und die frühe Publikation lässt viele Fragen offen. Eine erste Villa gab es hier wahrscheinlich schon im zweiten Jahrhundert. Der Großteil des gefundenen Baues und seine reiche Ausstattung werden aber in das vierte Jahrhundert datiert. Zu dieser Zeit war der Komplex etwa 182 × 160 Meter groß. Sie besaß einen großen zentralen Hof und mindestens zwei, wenn nicht sogar noch mehr Höfe, um die sich die Hauptbauten gruppierten.
Der große Speisesaal hatte vier Säulen und war mit dem Orpheusmosaik dekoriert. Andere Räume waren auch mit Mosaiken ausgestattet. Insgesamt fanden sich Reste von mindestens 22 Mosaiken. Ein zweiter vorgelagerter Hof war an drei Seiten von Bauten, die anscheinend eher Wirtschaftszwecken dienten, umgeben. Zahlreiche Räume wiesen Wandmalereien auf und es fanden sich Fragmente von verschiedenen Marmorstatuen.

## Einzelnachweis
1. ↑  W. Camden: Britannia, or a Chorographical Description of the Flourishing Kingdoms of England, Scotland, and Ireland and the Islands adjacent, 1695.

Koordinaten: 51° 43′ 35,8″ N, 2° 14′ 1″ W